# Emil Dahl
Emil Robert Dahl, född 21 maj 1880 i Hedemora landsförsamling, död 7 april 1961 i Hedemora församling, var en svensk häradshövding. Han var far till arkitekterna Erik F. och Krister Dahl.
Dahl, som var son till rådman Eric Dahl och Christina Johansson, blev juris utriusque kandidat vid Uppsala universitet 1904, var tillförordnad domhavande 1905–1921, adjungerad ledamot i Svea hovrätt 1914–1916, blev vice häradshövding 1918 och var häradshövding i Nås och Malungs domsaga 1921–1948. Han blev riddare av Nordstjärneorden 1931 och kommendör av andra klassen av samma orden 1944.